# Bahnhof Shinanomachi
Der Bahnhof Shinanomachi (jap. 信濃町駅, Shinanomachi-eki) ist ein Bahnhof in der japanischen Hauptstadt Tokio. Er wird von der Bahngesellschaft JR East betrieben und befindet sich im Südosten des Bezirks Shinjuku, nahe der Grenze zu Minato.

## Verbindungen
Shinanomachi ist ein Zwischenbahnhof an der Chūō-Sōbu-Linie von JR East. Sie durchquert das Stadtzentrum Tokios von Westen nach Osten und verbindet dabei Mitaka mit Shinjuku, Akihabara, Funabashi und Chiba. Tagsüber verkehren die Züge alle fünf bis sechs Minuten, während der Hauptverkehrszeit alle drei bis vier Minuten. Nordwestlich des Bahnhofs, an der Hauptstraße Gaien-Higashi-dōri, hält eine Buslinie der Gesellschaft Toei Bus. Etwa 400 Meter westlich befindet sich der U-Bahnhof Kokuritsu-kyōgijō an der Ōedo-Linie.

## Anlage
Der Bahnhof steht an der Grenze zwischen den Stadtteilen Shinanomachi im Nordwesten, Kasumigaokamachi im Südwesten und Minamimotomachi im Osten, die alle zum Bezirk Shinjuku gehören. In der Nähe befinden sich einige der Sportstätten der Olympischen Sommerspiele 1964 und der Olympischen Sommerspiele 2020. Dazu gehören das Tokyo Metropolitan Gymnasium und das Neue Nationalstadion (ersetzte das alte Nationalstadion) sowie weitere Sportstätten wie das Meiji-jingū-Baseballstadion und das Prinz-Chichibu-Rugbystadion. Ebenfalls zu Fuß erreichbar sind der äußere Garten des Meiji-Schreins, der Shinanomachi-Campus der Keiō-Universität mit dem Universitätskrankenhaus, der Akasaka-Palast, das Nationalstadion und der Hauptsitz der buddhistischen Bewegung Sōka Gakkai.
Die auf einem Einschnitt befindliche Anlage ist von Westen nach Osten ausgerichtet und umfasst vier Gleise, von denen zwei an der Südseite dem Personenverkehr dienen. Sie liegen an einem überdachten Mittelbahnsteig, der mit Bahnsteigtüren ausgestattet ist. Das nördliche Gleispaar besitzt keinen Bahnsteig; hier fahren die Züge der Chūō-Hauptlinie und der Chūō-Schnellbahnlinie ohne Halt durch. Das Empfangsgebäude besitzt die Form eines Reiterbahnhofs und überspannt alle vier Gleise. Es besitzt sechs Stockwerke mit einer Gesamtgeschossfläche von 20.260 m². Über der ebenerdigen Verteilerebene befindet sich im ersten und zweiten Stockwerk das kleine Einkaufszentrum Atré Shinanomachi. Die übrigen Stockwerke werden für Büros genutzt. Treppen, Rolltreppen auf Aufzüge stellen die Verbindung zwischen den Stockwerken her.
Im Fiskaljahr 2019 nutzten durchschnittlich 25.572 Fahrgäste täglich den Bahnhof.

## Bilder

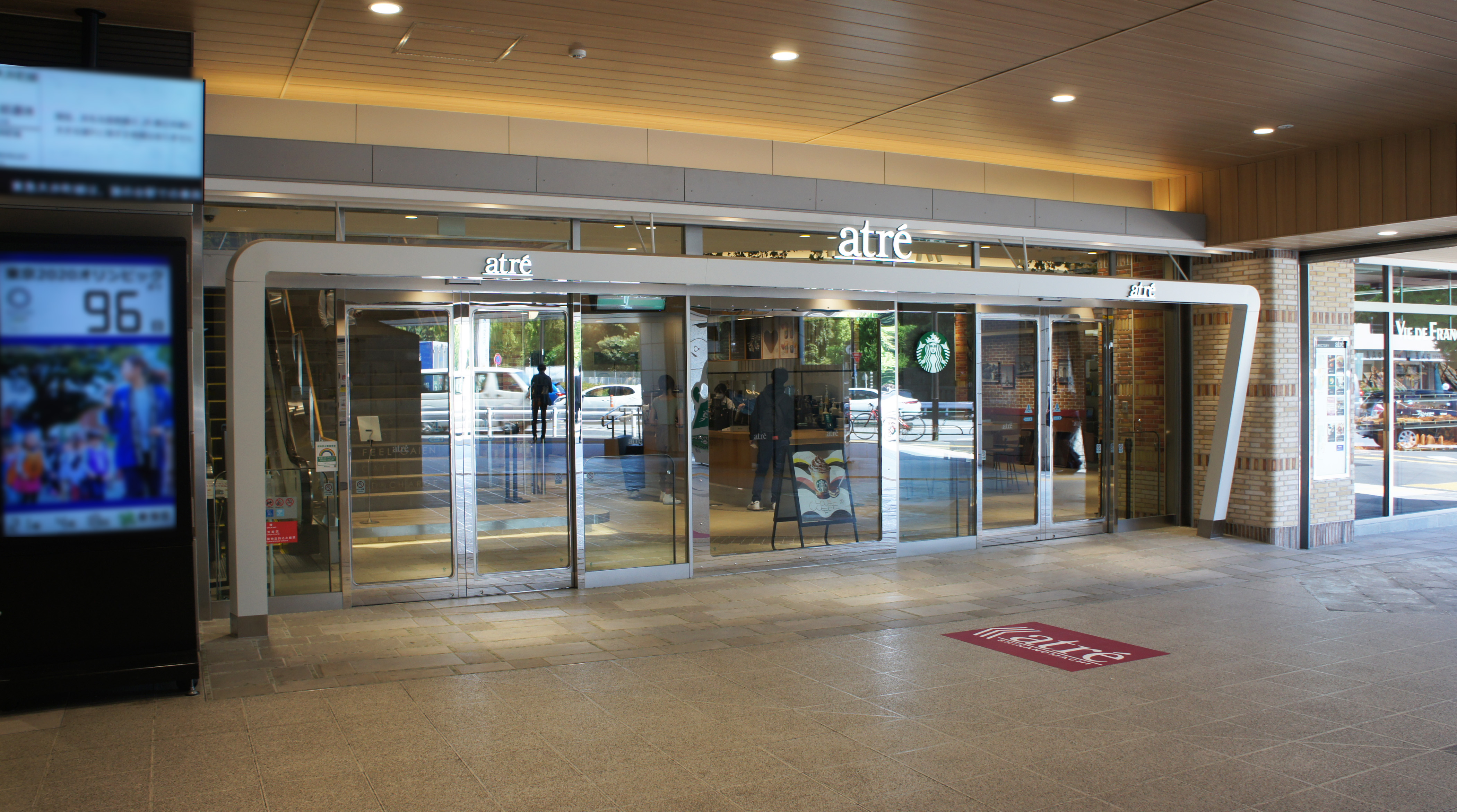
Atré Shinanomachi
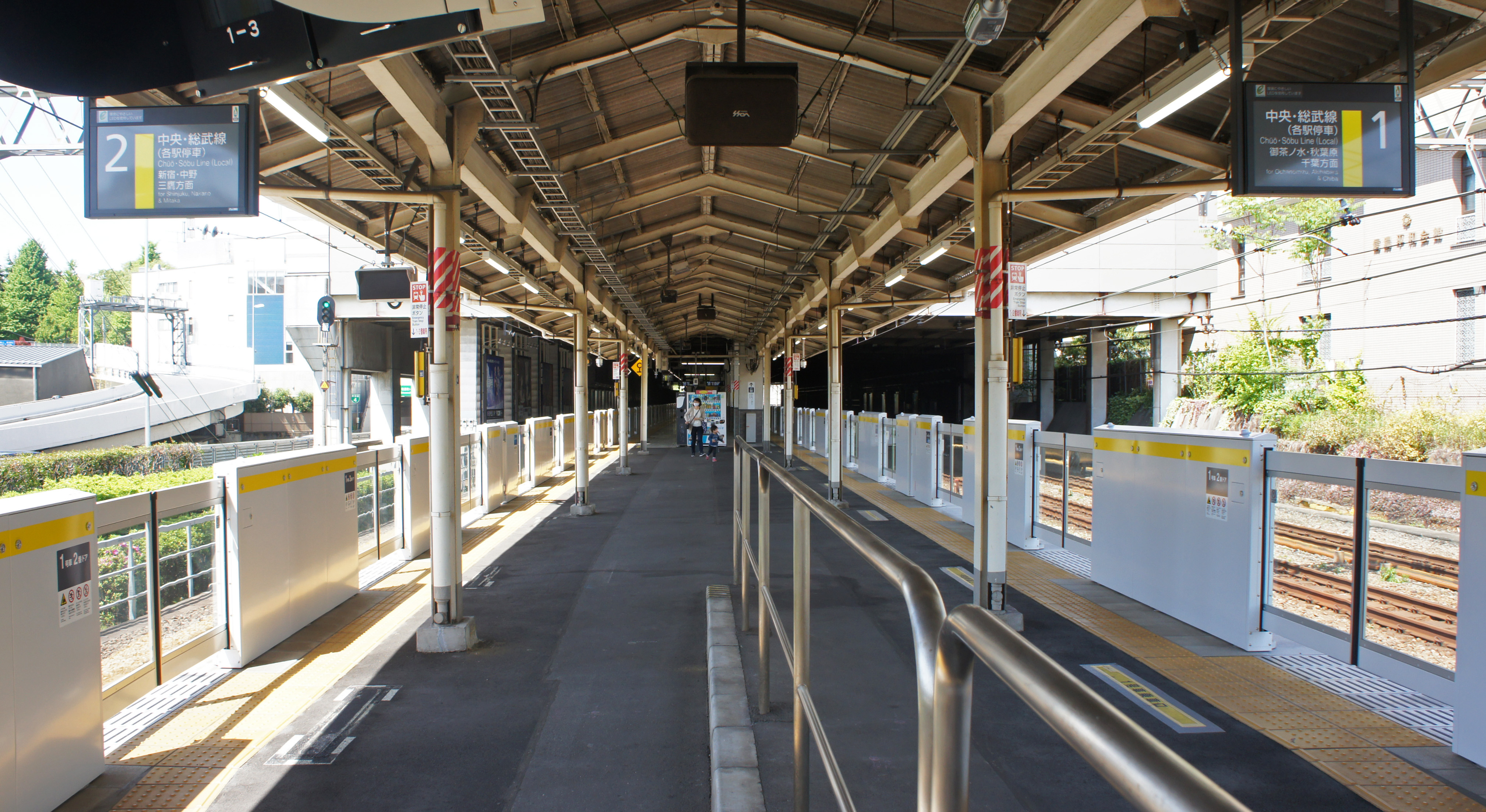
Bahnsteig der Chūō-Sōbu-Linie
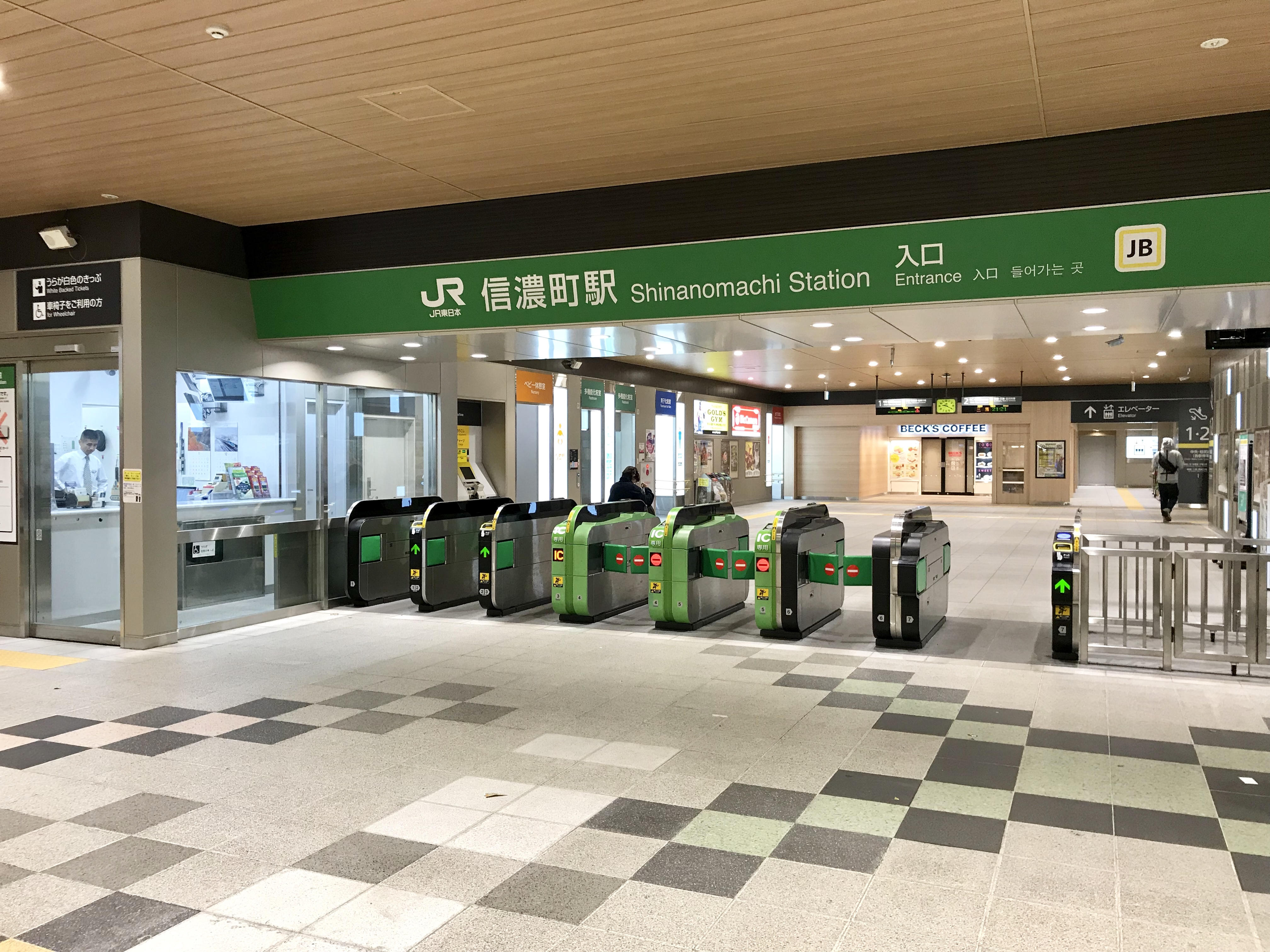
Bahnsteigsperren
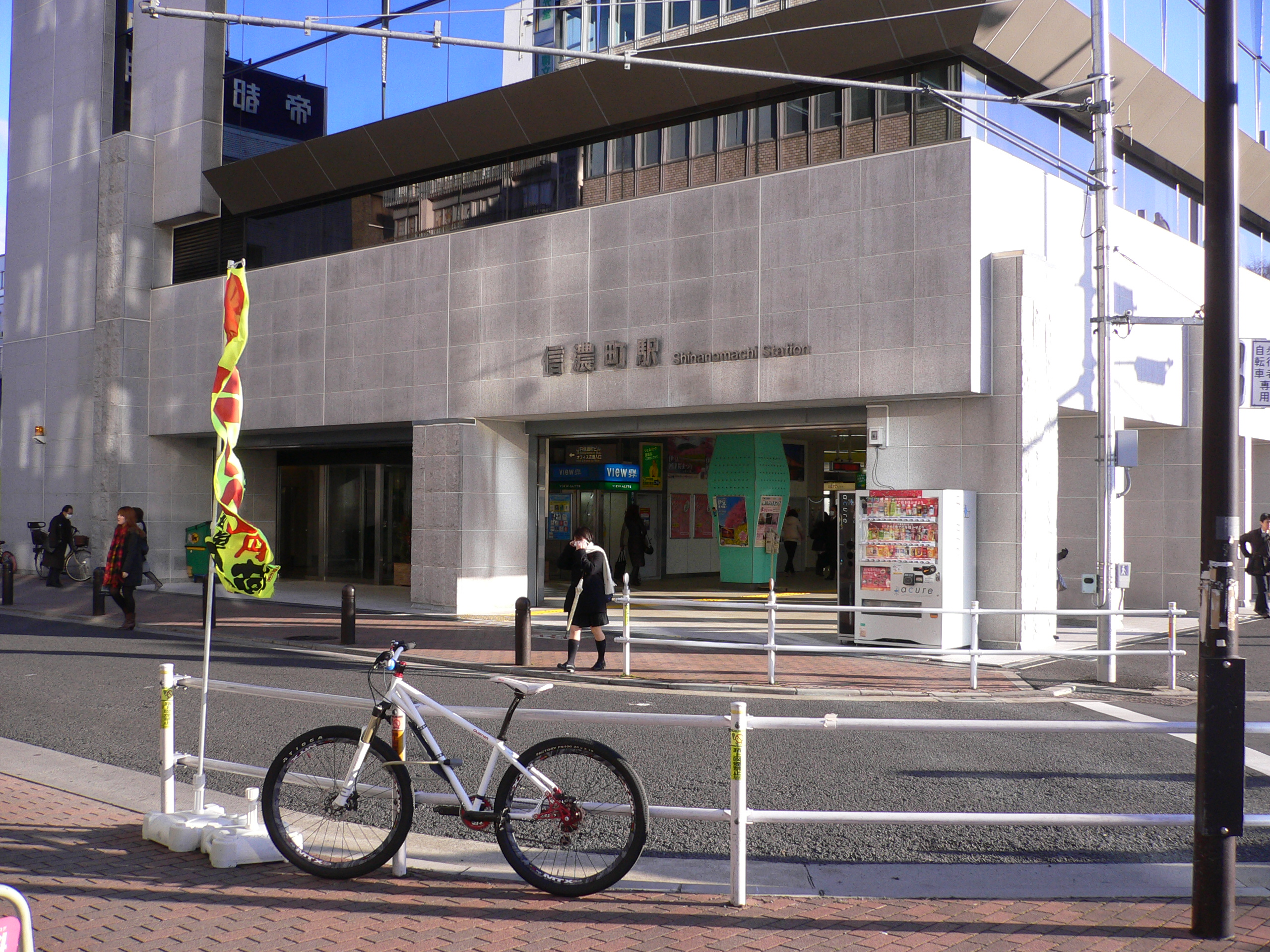
Eingang zum Bahnhof

## Gleise
| 1 | ▉ Chūō-Sōbu-Linie | Shinjuku • Nakano • Mitaka                 |
| 2 | ▉ Chūō-Sōbu-Linie | Ochanomizu • Akihabara • Funabashi • Chiba |

## Linien
| Verlauf der Chūō-Schnellbahnlinie |
| --- |
| Chiba • Nishi-Chiba • Inage • Shin-Kemigawa • Makuhari • Makuharihongō • Tsudanuma • Higashi-Funabashi • Funabashi • Nishi-Funabashi • Shimōsa-Nakayama • Moto-Yawata • Ichikawa • Koiwa • Shin-Koiwa • Hirai • Kameido • Kinshichō • Ryōgoku • Asakusabashi • Akihabara • Ochanomizu • Suidōbashi • Iidabashi • Ichigaya • Yotsuya • Shinanomachi • Sendagaya • Yoyogi • Shinjuku • Ōkubo • Higashi-Nakano • Nakano • Kōenji • Asagaya • Ogikubo • Nishi-Ogikubo • Kichijōji • Mitaka |

## Geschichte

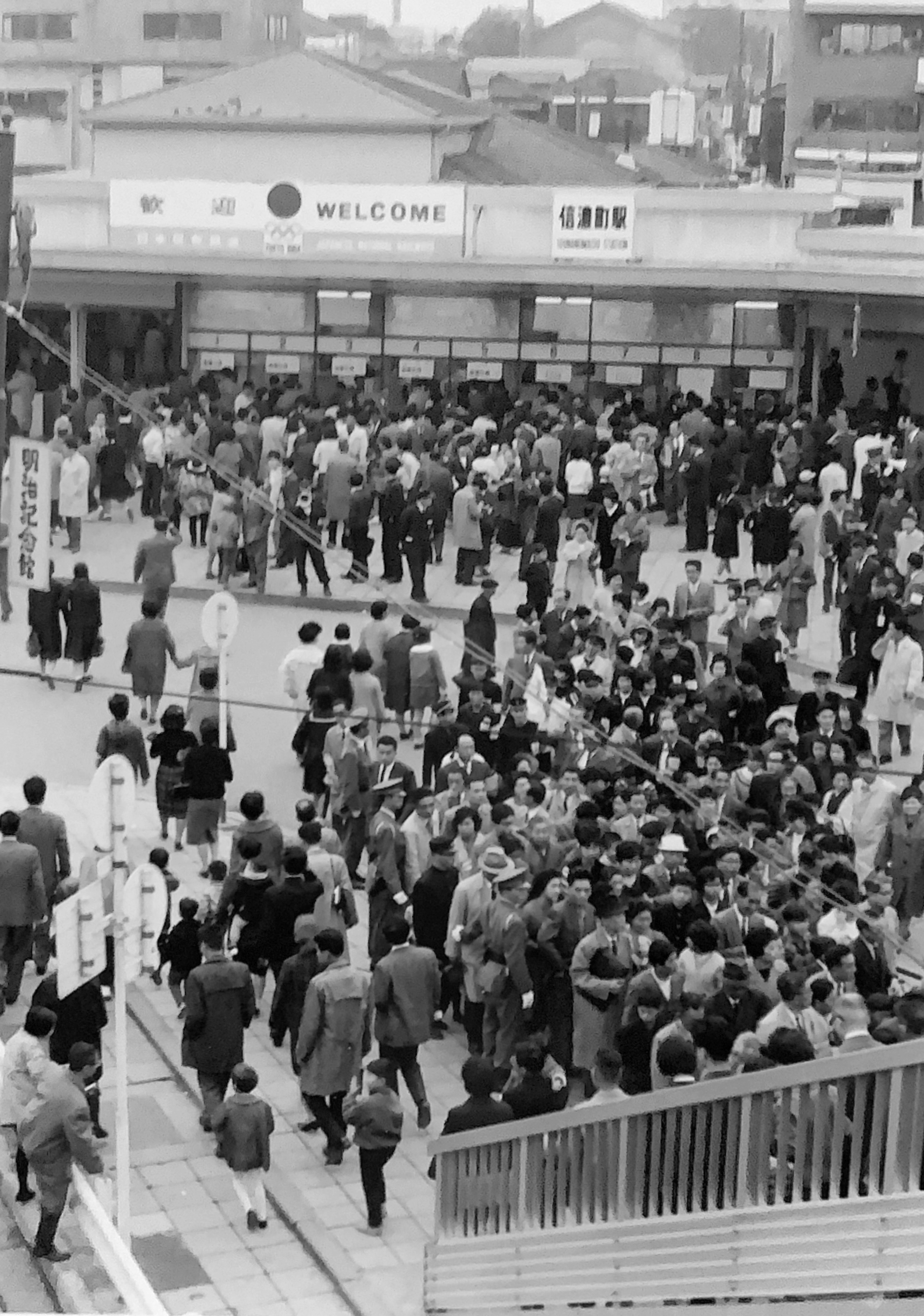
Besucher der Olympischen Spiele 1964 im Bahnhof Shinanomachi

Die Bahngesellschaft Kōbu Tetsudō eröffnete den Bahnhof am 9. Oktober 1894, zusammen mit dem Abschnitt Shinjuku–Iidabashi der späteren Chūō-Hauptlinie. Neben dem Personenverkehr diente er von Anfang an auch dem Güterverkehr. Als Folge des Eisenbahnverstaatlichungsgesetzes gelangten die Strecke und der Bahnhof am 1. Oktober 1906 an das Eisenbahnamt (das spätere Eisenbahnministerium). Der Güterumschlag wurde am 1. Februar 1941 eingestellt. Kurz vor den Olympischen Sommerspielen 1964 errichtete die Japanische Staatsbahn einen zusätzlichen temporären Bahnsteig. Er blieb bis zum Umbau des Bahnhofs im Jahr 1980 in Betrieb und wurde hauptsächlich an Wochenenden bei Spielen im Meiji-jingū-Baseballstadion genutzt. Im Rahmen der Staatsbahnprivatisierung ging der Bahnhof am 1. April 1987 in den Besitz der neuen Gesellschaft JR East über. Diese begann einige Jahre später mit einem vollständigen Neubau, der am 26. Februar 1993 der Öffentlichkeit übergeben werden konnte. Am 13. Juni 2020 erfolgte die Inbetriebnahme der Bahnsteigtüren.